# Aruchavank
Aruchavank, catedral de Aruch  o iglesia de San Gregorio  (en idioma armenio:Սուրբ Գրիգոր եկեղեցի). está situada en una meseta rocosa al pie occidental del monte Aragats en el pueblo de Aruch en la provincia Aragatsotn de Armenia. Según las inscripciones de la pared del este y los manuscritos realizados por los historiadores Ghevond, Hovhannes Draskhanakerttsi y Stepanos Asoghik, la iglesia y el edificio contiguo para residencia (el palacio) fueron encargados por el príncipe Grigor Mamikonian y su esposa Heghine / Heline entre 661-682. Arquitectónicamente es una de las iglesias armenias más importantes de la Edad Media y también una de las más grandes.

## Historia

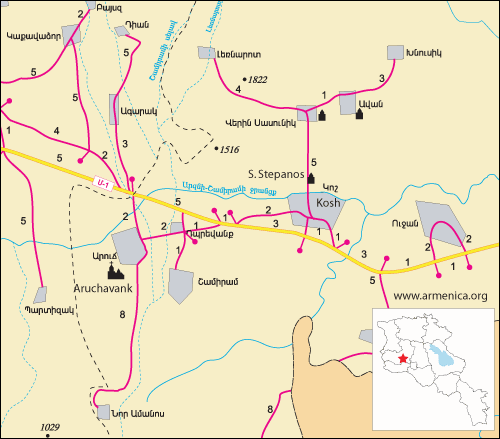
Mapa de Aruchavank y la región circundante.

Aruch se convirtió en una ciudadela a finales de la Edad Media. Las ruinas del palacio fueron excavadas en 1947 y entre 1950 y 1952. Los restos de dos estructuras del complejo del palacio del príncipe Grigor Mamikonian se encontraron en el lado sur de la iglesia de San Gregorio. Existe cierta controversia sobre la fecha exacta de la finalización de esta iglesia, debido a la referencia que se encuentra en la inscripción, al reinado del emperador bizantino  Constantino III (641). Según Marr, Haroutyunyan y Manutcheryan, se cree que existe confusión con el emperador Constante II (641-668).
La iglesia fue restaurada entre 1946 y 1948, excepto el tambor y la cúpula. La iglesia había sido muy dañada por los terremotos y posiblemente por su uso como fortaleza en los siglos XVI y XVII (Oramanian, 1948).
Fue descrita el 29 de mayo de 2001, como Patrimonio Cultural de Armenia.

## Arquitectura
Aruchavank es una sala abovedada de estructura tipo basílica de una sola nave. Su tambor y su cúpula se habían derrumbado antes de los esfuerzos de restauración.

## Galería

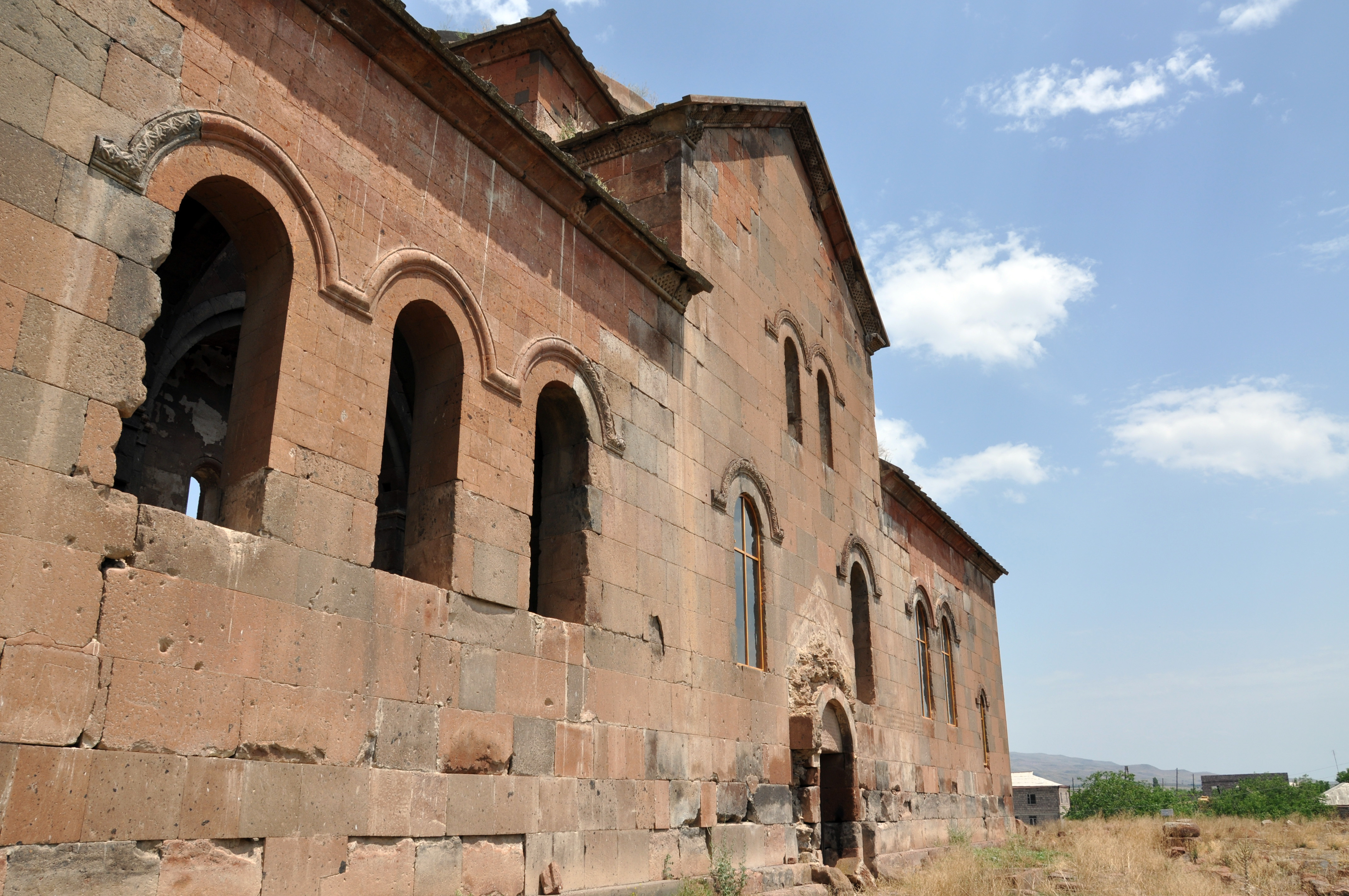
Fachada sur de la catedral.
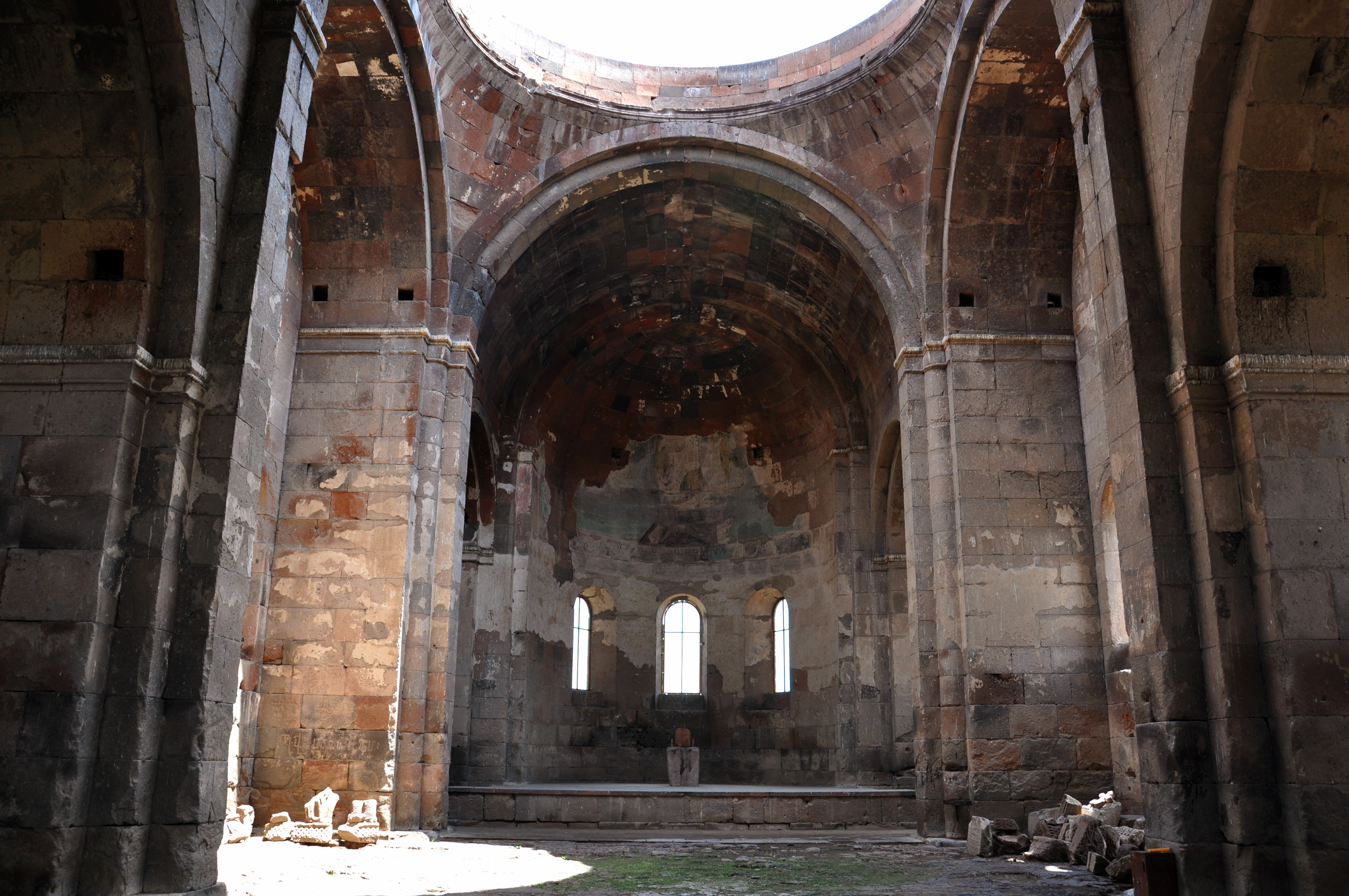
Ábside de la catedral de Aruch.
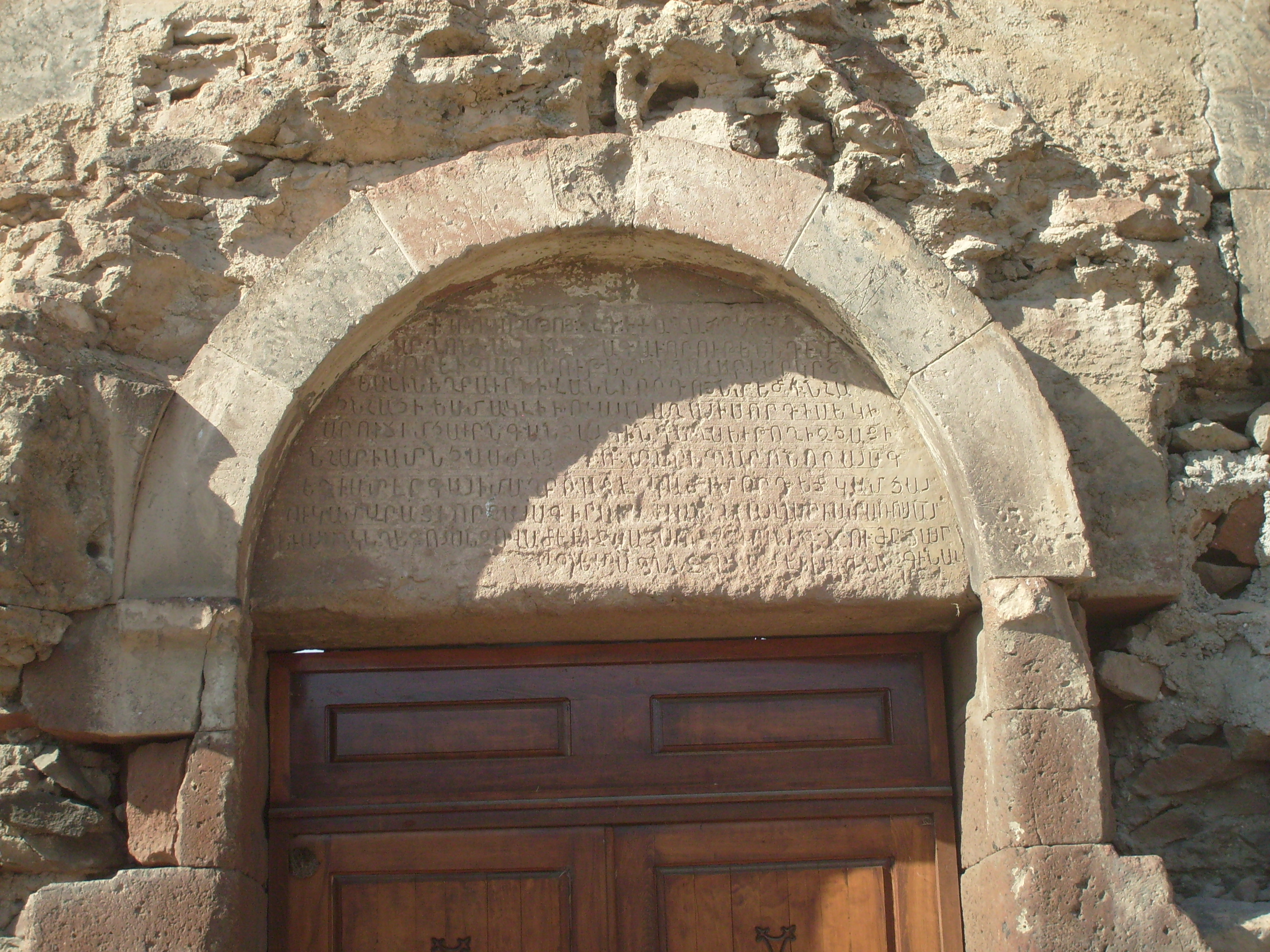
Inscripción en el tímpano sobre el portal principal.
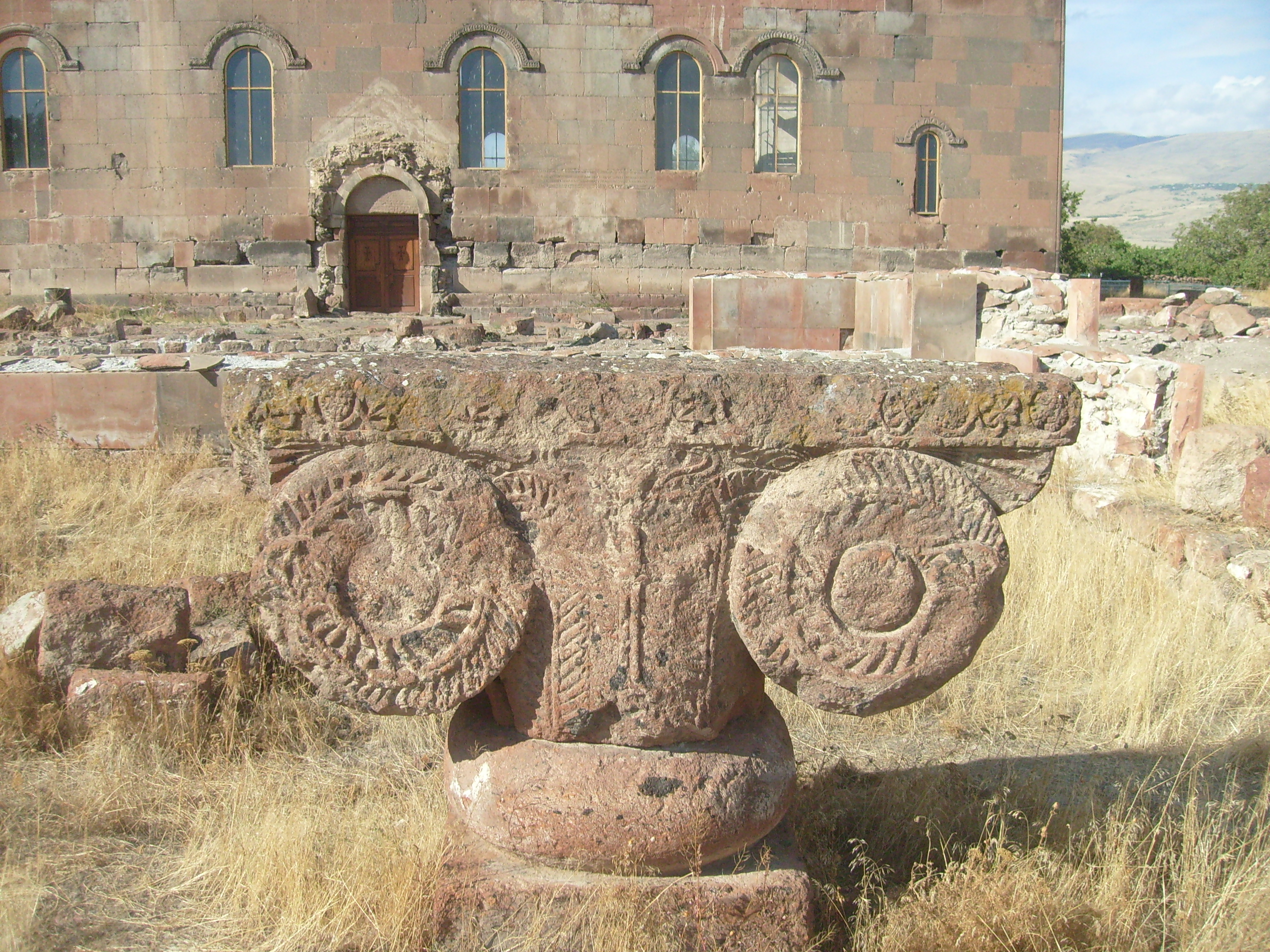
Uno de los dos capiteles en las afueras de las ruinas de la iglesia.